# Bioinspiration & Biomimetics

Bioinspiration & Biomimétisme est un journal scientifique et technique dont les articles font l'objet d'une  évaluation par les pairs et qui publie des travaux de recherche basés sur la bioinspiration, c'est-à-dire s'inspirant de principes et fonctions disponibles dans les systèmes biologiques et les écosystèmes, issus de l'évolution. 
Le rédacteur en chef en est Robert Allen, de l'Université de Southampton, au Royaume-Uni.
Cette revue est indexée dans Medline/PubMed, Inspec, Scopus, EMBiology, Current Awareness in Biological Sciences, NASA Astrophysics Data System, VINITI Abstracts Journal (Referativnyi Zhurnal).

## Saisie et indexation
Cette revue est indexée par les bases de données suivantes :
- Science Citation Index Materials Science Citation Index
- Ournal Citation Reports/Science Edition
- PubMed/MEDLINE
- Scopus
- Inspec
- Chemical Abstracts Service
- ournal Citation Reports/Science Edition
- EMBiology
- La NASA (Astrophysics Data System)
- VINITI Abstracts Journal (Referativnyi Zhurnal)